# Alte Messe Leipzig

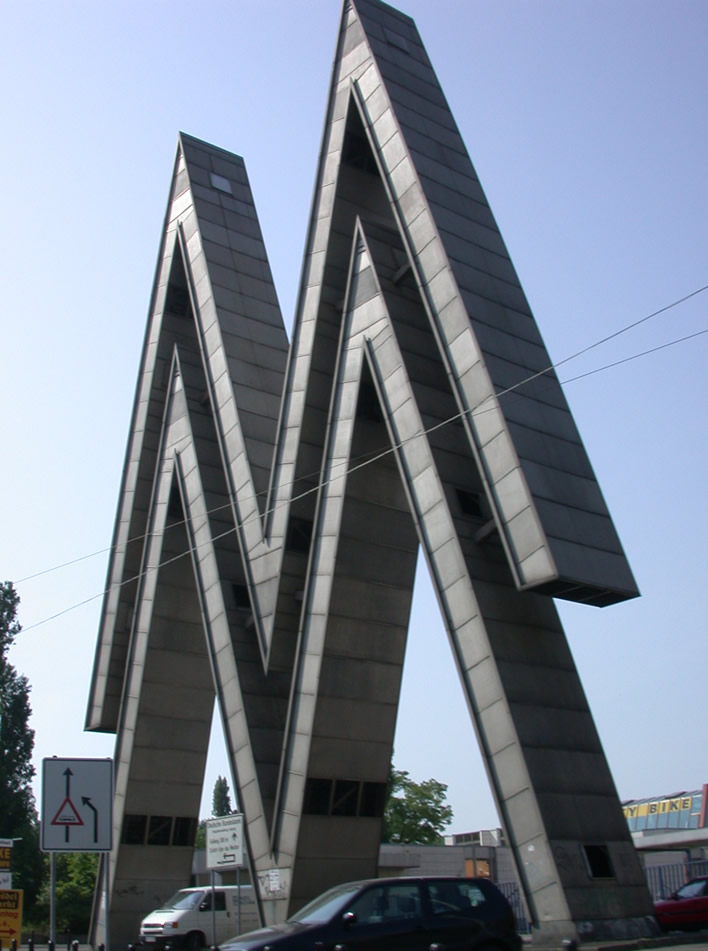
Das Doppel-M (steht für Mustermesse) – Logo der Leipziger Messe am Osttor der Alten Messe, Höhe: 28 Meter

Mit Alte Messe wird in Leipzig jenes etwa 50 Hektar große Gelände bezeichnet, auf dem von 1920 bis 1991 die Ausstellungen der Technischen Messe im Rahmen der Leipziger Messe stattfanden. Mit Alte Messe Leipzig ist ausschließlich das Gelände und seine Überbauung gemeint, nicht jedoch die Leipziger Messe an sich, die auf dem Gelände der Neuen Messe 1996 eine neue Heimat fand. Auf dem Alten Messegelände existieren seit 1996 keinerlei Messeaktivitäten mehr.

## Lage

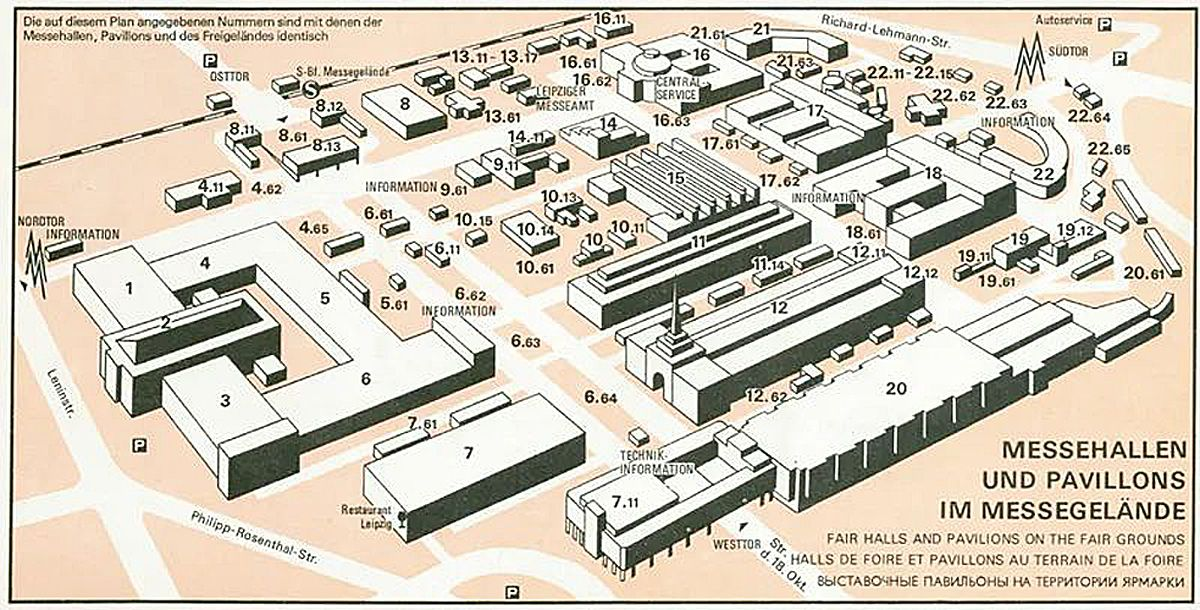
Hallennummerierung der 1980er Jahre

Das alte Messegelände befindet sich in südöstlicher Richtung vom Stadtzentrum in einer Entfernung von etwa drei Kilometern. Es wird begrenzt im Norden vom Deutschen Platz und der Philipp-Rosenthal-Straße, im Osten von der Prager Straße und der Bahnstrecke Leipzig Hbf–Leipzig-Connewitz, im Süden von der Richard-Lehmann-Straße und im Westen von der Zwickauer Straße. Das Alte Messegelände gehört zum Ortsteil Zentrum-Südost. Die umliegenden Ortsteile sind Reudnitz-Thonberg, Stötteritz, Marienbrunn und Südvorstadt.
Das Gelände liegt an der städtebaulich bedeutsamen Achse des 18. Oktober mit dem Turm des Neuen Rathauses (114,7 Meter hoch) und dem Völkerschlachtdenkmal (91 Meter hoch) als ihren Endpunkten. Die Straße des 18. Oktober wird auf dem Gelände von der Straße Alte Messe im rechten Winkel gekreuzt. Vom heutigen Knotenpunkt dieser beiden Straßen ausgehend wurde das Gelände seit 1912/1913 entwickelt.

## Geschichte

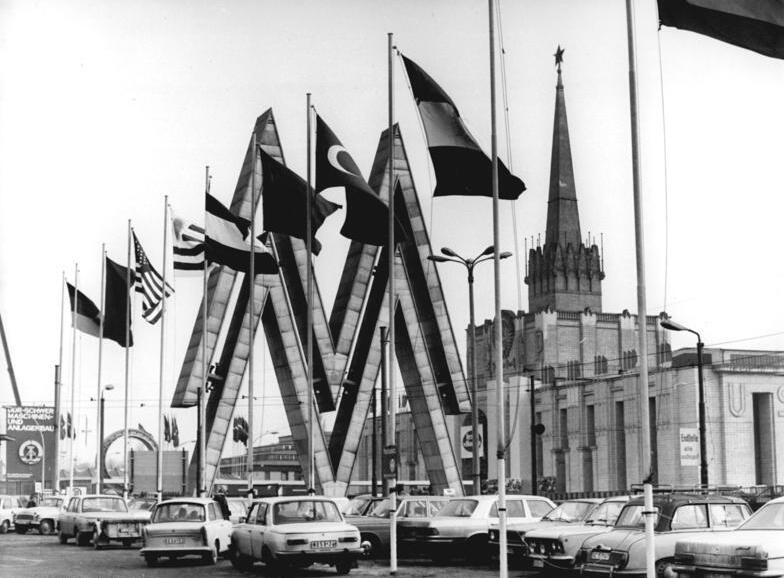
Nordeingang und Sowjetischer Pavillon 1974

Im Jahre 1913 fand in Leipzig die Internationale Baufachausstellung (IBA) statt. Dazu wurde ein Ausstellungsgelände auf vormals landwirtschaftlichen Flächen des Gutes Thonberg geschaffen, das im Beisein von Friedrich August III., des letzten Königs von Sachsen, eröffnet wurde. Der IBA folgte 1914 an gleicher Stelle die Internationale Ausstellung für Buchgewerbe und Graphik mit 2,3 Millionen Besuchern. In drei der damals errichteten Hallen eröffnete 1920 die seit 1918 stattfindende Technische Messe und Baumesse ihre Pforten. Die wirtschaftliche Entwicklung der 1920er-Jahre führte zu einem enormen Ausbau der Messe unter anderem durch die Errichtung neuer Hallen auf dem Messegelände. 1928 gab es 17 Messehallen und weitere kleinere Bauten mit insgesamt 130.000 Quadratmetern Ausstellungsfläche. 1930 stellte die Internationale Pelzfach-Ausstellung einen weiteren Höhepunkt dar.
Während des Zweiten Weltkrieges fand in einigen Hallen Rüstungsproduktion in Form von Flugzeugbau und -wartung statt. Bei dem schweren Luftangriff auf Leipzig vom 4. Dezember 1943 wurden 4 Hallen total und 14 Hallen teilweise zerstört.
Die erste Nachkriegsmesse wurde im Mai 1946 in vier Hallen abgehalten. In den Folgejahren erfolgten laufend Erweiterungen sowie Neu- und Umbauten, darunter der 1950 aus dem ehemaligen Achilleion entstandene „Sowjetische Pavillon“, die Messehalle 7 (1977), die Messehalle 22 (1989–1992) und ein Verwaltungsbau am Nordeingang. Daneben entstanden noch zahlreiche kleinere Bauten und Provisorien. Von 1991 bis 1996 wurden noch einige Fachmessen durchgeführt, bevor 1996 die neu erbauten Messehallen im Leipziger Norden ihren Betrieb aufnahmen.

## Denkmale der Alten Messe
Einige der auf dem Messegelände existierenden ehemaligen Messehallen wurden teilweise oder ganz unter Denkmalschutz gestellt. Die unter Denkmalschutz gestellten Gebäude entstammen (bis auf eine Ausnahme) der Anfangszeit (1920–1928) der Technischen Messe auf dem Gelände der Alten Messe, als die Leipziger Messe zur Weltmesse aufstieg.
Aus dem „Strategiepapier 2020“ der Stadt Leipzig geht hervor, dass ausschließlich der Portikus der ehemaligen Messehalle 12 sowie die komplette ehemalige Messehalle 16 unter allen Umständen zu erhalten sind, bei allen anderen jedoch von Fall zu Fall entschieden wird. Auch die Existenz der in der Vergangenheit besondere bauliche Meilensteine setzenden Messehalle 15 wurde durch Verkauf gesichert.

Denkmalgeschützte Messehallen
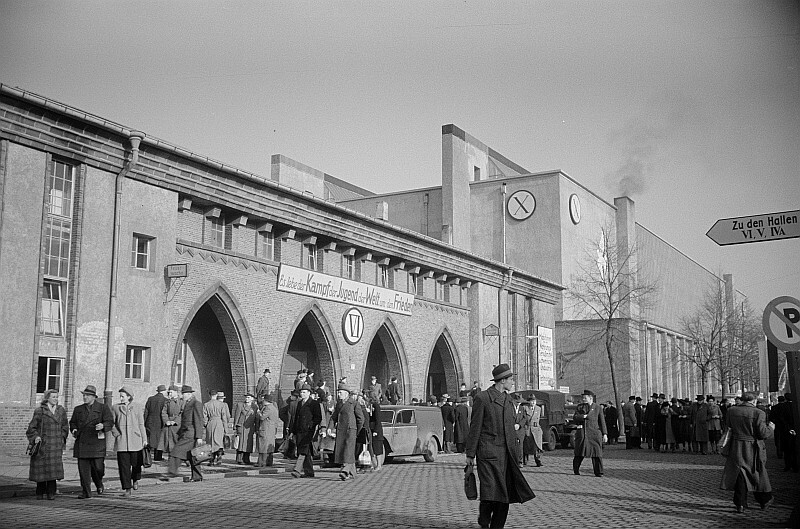
Halle 11 links. Halle 15 rechts (1951)
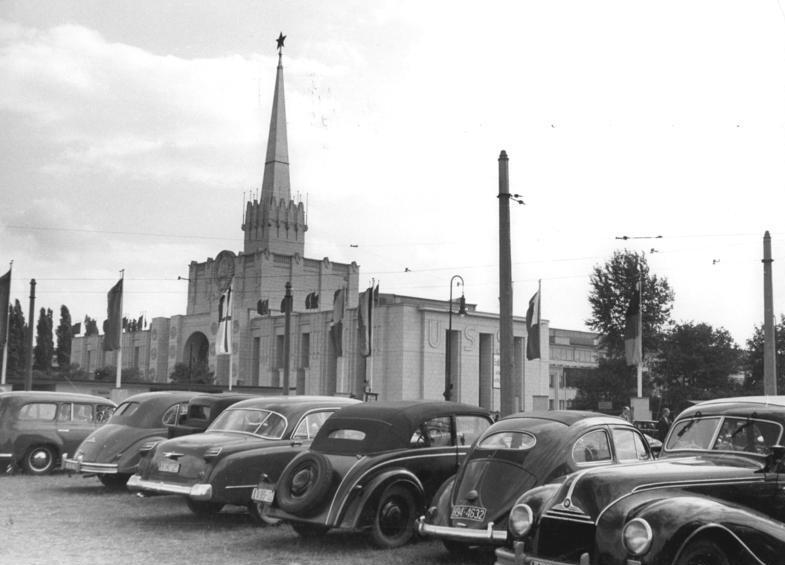
Halle 12 (1954)
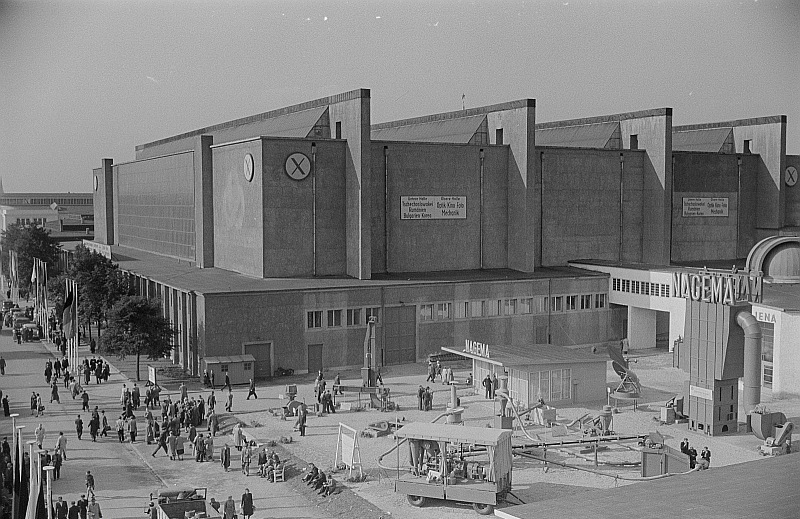
Halle 15 (1952)
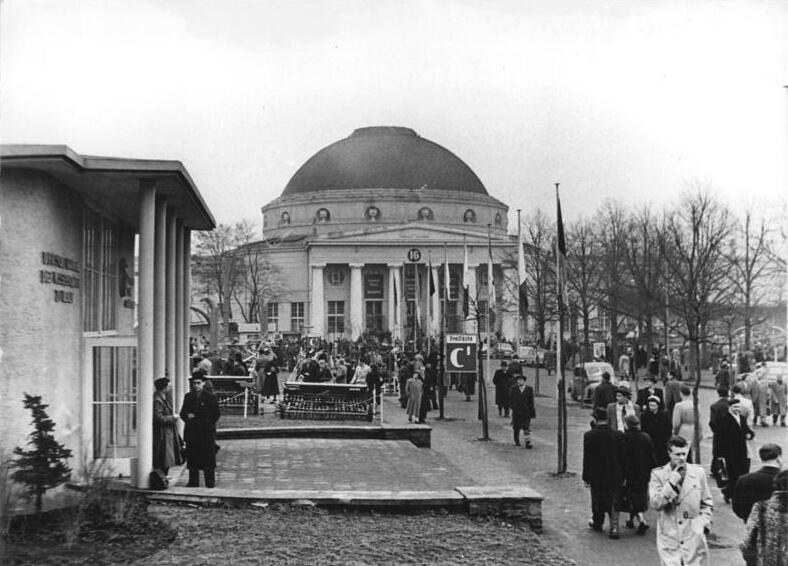
Halle 16 (1957)

Messehalle 11, erbaut 1924 Dreischiffige Messehalle mit Klinkerfassade, spitzbogige Arkaden mit Keramikeinfassungen und dreifach gestaffeltem Walmdach mit Lichtbändern. Fläche: 8700 m². Die Halle ist saniert, gehört der HIT Handelsgruppe und ist seit Mai 2003 ein Einkaufsmarkt. Die Existenz dieses Denkmals ist gesichert.
Messehalle 12, erbaut 1923/24 Bekannt ab 1927 als Achilleion; ab 1950 „Sowjetischer Pavillon“ genannt. Dreischiffige Halle mit tonnengewölbtem Mittelschiff. Die Messehalle wurde Mitte der 1920er-Jahre in einen Sportpalast für die Wintermonate erweitert. Erhielt ab 1950 einen hohen Bekanntheitsgrad aufgrund des Portikus mit aufgesetztem Sowjetstern in 64 Meter Höhe – in der Sichtachse der Straße des 18. Oktober – und der vielfachen Verwendung auf Briefmarken und Bildern – es war eines der beiden bekanntesten Symbole der Leipziger Messe. Das Gebäude wurde von der Sowjetunion für ihre Messeausstellungen benutzt und war in dieser Zeit der Sowjetische Pavillon. Im Jahr 1977 ließ die Sowjetunion die Fassade neu gestalten. 1996 kaufte die Stadt Leipzig den Sowjetpavillon für 20 Millionen D-Mark von der Messegesellschaft, die diesen zuvor für denselben Betrag von der Handels- und Industriekammer der UdSSR in Moskau erworben hatte. 2003 veranlasste die städtische Entwicklungsgesellschaft die weißen Kacheln aus Sicherheitsgründen abzunehmen. Der Portikus steht, wie drei andere Objekte auf dem alten Messegelände, unter Denkmalschutz. Die Messehalle 12 hinter dem Portikus war stark sanierungsbedürftig. Der Kopfbau mitsamt Portikus wurde bis 2018 saniert, die dahinter liegenden Teile wurden durch neue Anbauten ersetzt. Die Grundsteinlegung erfolgte am 28. November 2016, am 29. Oktober 2019 war die Einweihung des Stadtarchives in dem sanierten Kopfbau. Die Existenz des Kopfbaus mit Portikus ist gesichert, die Halle größtenteils abgerissen.
Messehalle 15, erbaut 1927/28 Eine 20 Meter hohe Stahlkonstruktion, die einen 100 Meter weiten Raum ohne Innenstützen überspannt. Das Dach wurde von sieben Fachwerk-Bindern getragen. Dieses Gebäude war aufgrund seiner beeindruckenden Dimensionen eines der meistfotografierten Gebäude des Messegeländes. Ähnlich wie die Messehalle 16 die Leistungsfähigkeit des Stahlbetonbaus demonstrieren sollte, war die Messehalle 15 dazu vorgesehen, die Leistungsfähigkeit des Stahlbaus zu zeigen. In nur vier Monaten wurde das Gebäude vor der Frühjahrsmesse 1928 errichtet; eine stützenfreie Spannweite für ein Dach von 100 Metern war zuvor noch nirgendwo auf der Welt erreicht worden. Damit nahm die Halle vorweg, was erst Ende des 20. Jahrhunderts im Hochbau üblich werden sollte: die Errichtung großer Hallen mit großem freien Rauminhalt.
Nach starken Kriegszerstörungen wurden bis 1951 nur etwa 60 Prozent der Halle wieder aufgebaut, zudem im Inneren Metallstützen und eine Galerie eingezogen. Nach 1990 gab die Stadt Leipzig die Halle zum Abriss frei. Nach längerem Leerstand erwarb die Firma Zweirad Stadler 2015 die Halle mit einer Fläche von ca. 10.000 m² und 12.500 m² benachbartes Gelände. Der Baubeginn der Sanierung, die die Halle wieder in den stützenfreien, allerdings verkleinerten Originalzustand von 1928 versetzte und damit den Bau als Denkmal sicherte, war 2018. Die Eröffnung erfolgte am 4. April 2019. 
Messehalle 16, erbaut 1912/13Bekannt als Kreis’scher Kuppelbau; auch „Betonhalle“, „Pantheon Leipzig“, „Volkspalast“ und „Eventpalast“ genannt. Das älteste Gebäude der Alten Messe ist der Kreis’sche Kuppelbau, 1912/13 als Betonhalle zur Internationalen Baufachausstellung (IBA) errichtet, später als Messehalle und nunmehr für Events für bis zu 2.000 Personen und für Sendungen des MDR genutzt. Er sollte 1913 die Leistungsfähigkeit der jungen Stahlbetonbautechnik demonstrieren. Der Bau wird von einer Kuppel mit 30 Metern Durchmesser beherrscht, die eine 28 Meter hohe Halle überdeckt und zusammen mit der Frontgestaltung an das römische Pantheon erinnert. In einer Bauzeit von nur sechs Monaten wurden 24.000 Tonnen Beton und 400 Tonnen Stahl verbaut. Durch steinmetzmäßig bearbeitetem Vorsatzbeton sollte die „Architekturfähigkeit“ von Stahlbeton demonstriert werden. Fläche mit Anbauten: 3000 m². Der Kuppelbau ist in einem guten Zustand. Die Existenz dieses Denkmals ist gesichert. 
Messehalle 17, erbaut 1920/21 Diese Messehalle ist die erste erhaltene, die explizit für Zwecke der Technischen Messe erbaut wurde. Fünfschiffige Industriearchitektur der frühen 1920er-Jahre des 20. Jahrhunderts. Unsaniert, steht leer. Nach Umbaumaßnahmen ist hier ein Hornbach-Baumarkt eingezogen, der jedoch auf dem Gelände ganz neu bauen möchte und den Neubau Anfang 2023 mit 14.000 m² Verkaufsfläche eröffnen möchte.

## Neue Nutzung sonstiger Flächen und Gebäude

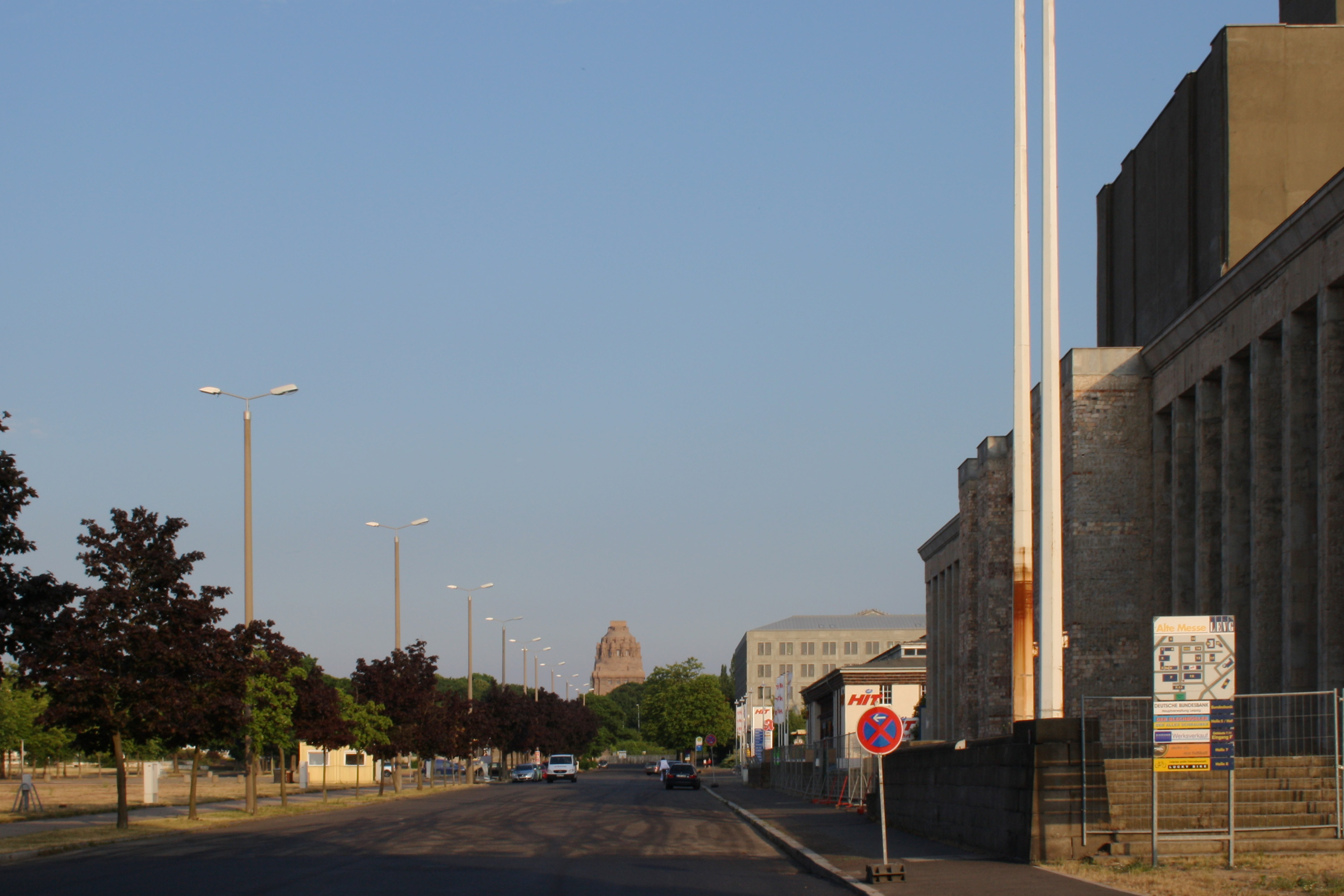
Straße des 18. Oktober mit Achilleion, Einkaufsmarkt, Bundesbankgebäude und Völkerschlachtdenkmal

Seit 1996 wird das Gelände in ein Gewerbegebiet im weitesten Sinne umgenutzt. Die Entwicklung des Geländes wird von der Leipziger Entwicklungs- und Vermarktungsgesellschaft (LEVG) betrieben auf der Grundlage eines Rahmenplans, der 1993 vom Stadtrat beschlossen worden ist. Als erstes wurde der Zaun, der das Gelände umgab, beseitigt und eine neue Straße, die Zwickauer Straße, mit Straßenbahngleisen gebaut. Als Vorbereitung für die weitere Entwicklung wurden alle Provisorien beseitigt und einige Hallen abgerissen oder umgebaut. Zudem wurden für die Messealleen inzwischen auch Straßennamen vergeben: Alte Messe, Perlick-, Pusch-, Otto- und Landsteinerstraße. Die einzelnen Flächen und die noch darauf befindlichen Messegebäude wurden zum Erwerb ausgeschrieben. Auch das Umfeld des Geländes außerhalb der Alten Messe wird in die Entwicklung als Teilprozess einer Stadtentwicklung mit einbezogen, wobei hier insbesondere die ehemalige Großmarkthalle Leipzig zu nennen ist.
Die besondere Schwierigkeit liegt darin, dass es oftmals einfacher ist, unbebaute Flächen zu entwickeln als bebaute. Besondere Herausforderungen ergeben sich insbesondere dann, wenn die Gebäude auf einem Grundstück denkmalgeschützt sind. Auf dem Gelände der Alten Messe unterliegen einige Gebäude dem Denkmalschutz (siehe oben). Dies wurde im Nutzungskonzept berücksichtigt. Nach anfänglichen Schwierigkeiten ist eine ganze Reihe von Ansiedlungen zu verzeichnen. 2022 stellte eine Journalistin fest, dass „der Charme müffelnder, leerstehender DDR-Hallen inzwischen deutlich einem neuem Geschäftstreiben gewichen“ ist.
Das für das Gelände entwickelte Nutzungskonzept sieht vier verschiedene Nutzungsschwerpunkte vor:
- Wissenschaft/Biotechnologie/Gesundheit
- Automeile
- Entertainment/Sport/Kultur/Gastronomie
- Handel

### Wissenschaft und Gesundheit

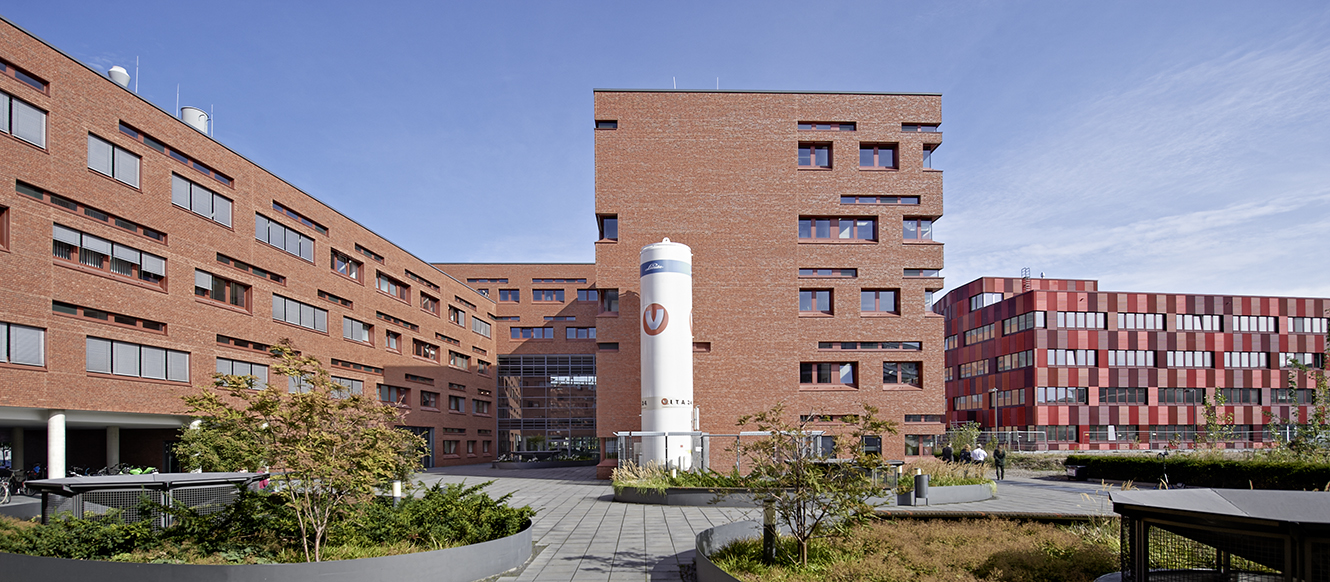
BioCity und BioCube

Zwischen Alter Messe und der Deutschen Nationalbibliothek wurde am Deutschen Platz die Bio City Leipzig und das Max-Planck-Institut für evolutionäre Anthropologie als Wissenschaftszentrum erbaut. Im Jahr 2008 wurde das Fraunhofer-Institut für Zelltherapie und Immunologie fertiggestellt, Anbauten werden als „Tochterzellen“ bezeichnet. 2013 wurde der „BioCube“ neben der Bio City eröffnet, einige Mieter der letzteren zogen in das neue Gebäude um. Neben der Bio City ist außerdem die Sammlung von mathematisch-naturwissenschaftlichen interaktiven Exponaten INSPIRATA untergebracht. Das Gebäude der Biocity Leipzig Biotechnologisch-Biomedizinisches Zentrum (Architekten: Spengler . Wiescholek, Freie Architekten/Stadtplaner, Hamburg) wurde 2003 mit dem Architekturpreis der Stadt Leipzig ausgezeichnet. Im Oktober 2021 sicherte sich die stark wachsende Biotechnologie-Gesellschaft c-LEcta ihren Platz mit über 10.000 m² im neuen BioSquare, mit dessen Bau 2022 begonnen wurde.

### Sport, Freizeit und Gastronomie

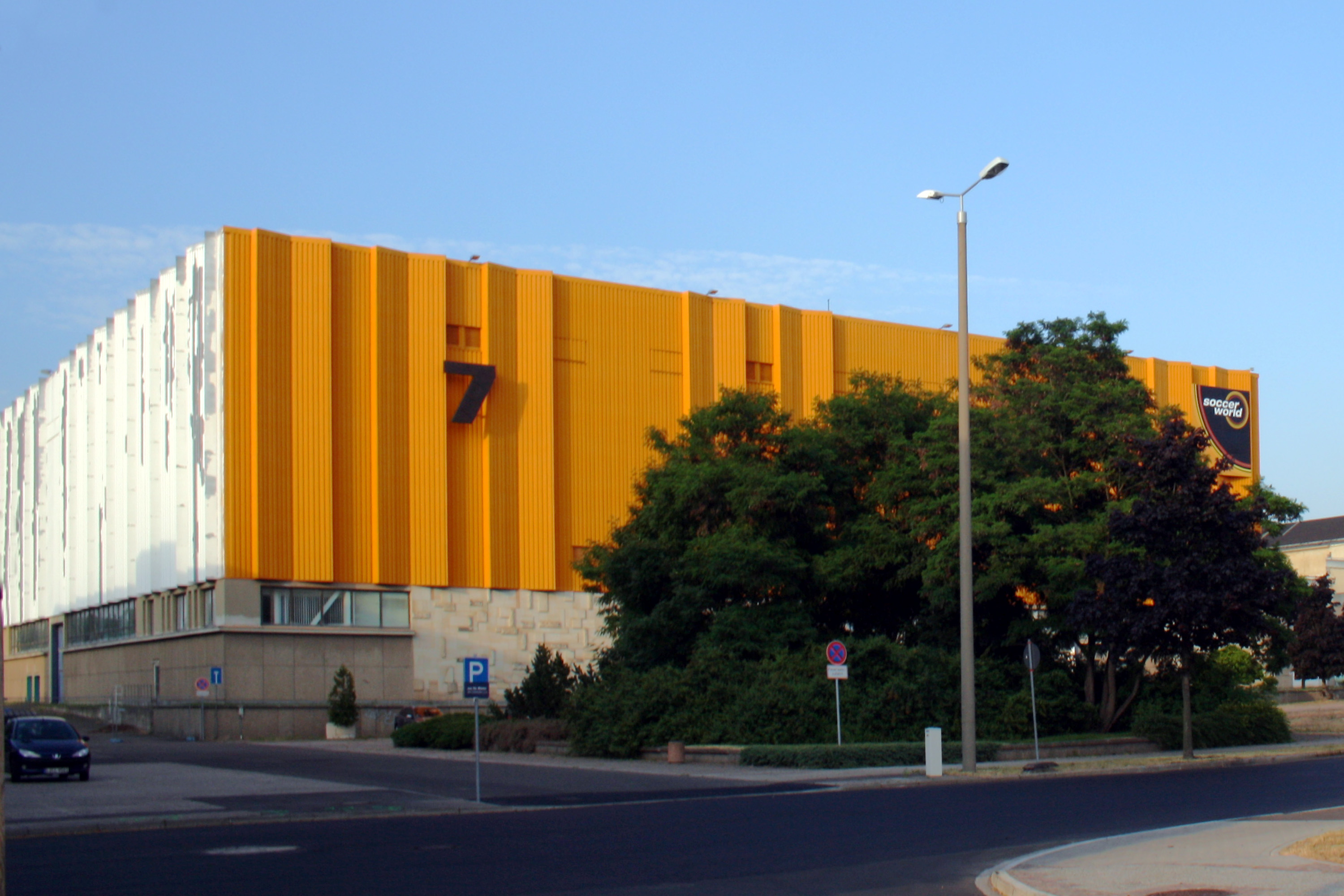
Messehalle 7 – Die Fußballhalle

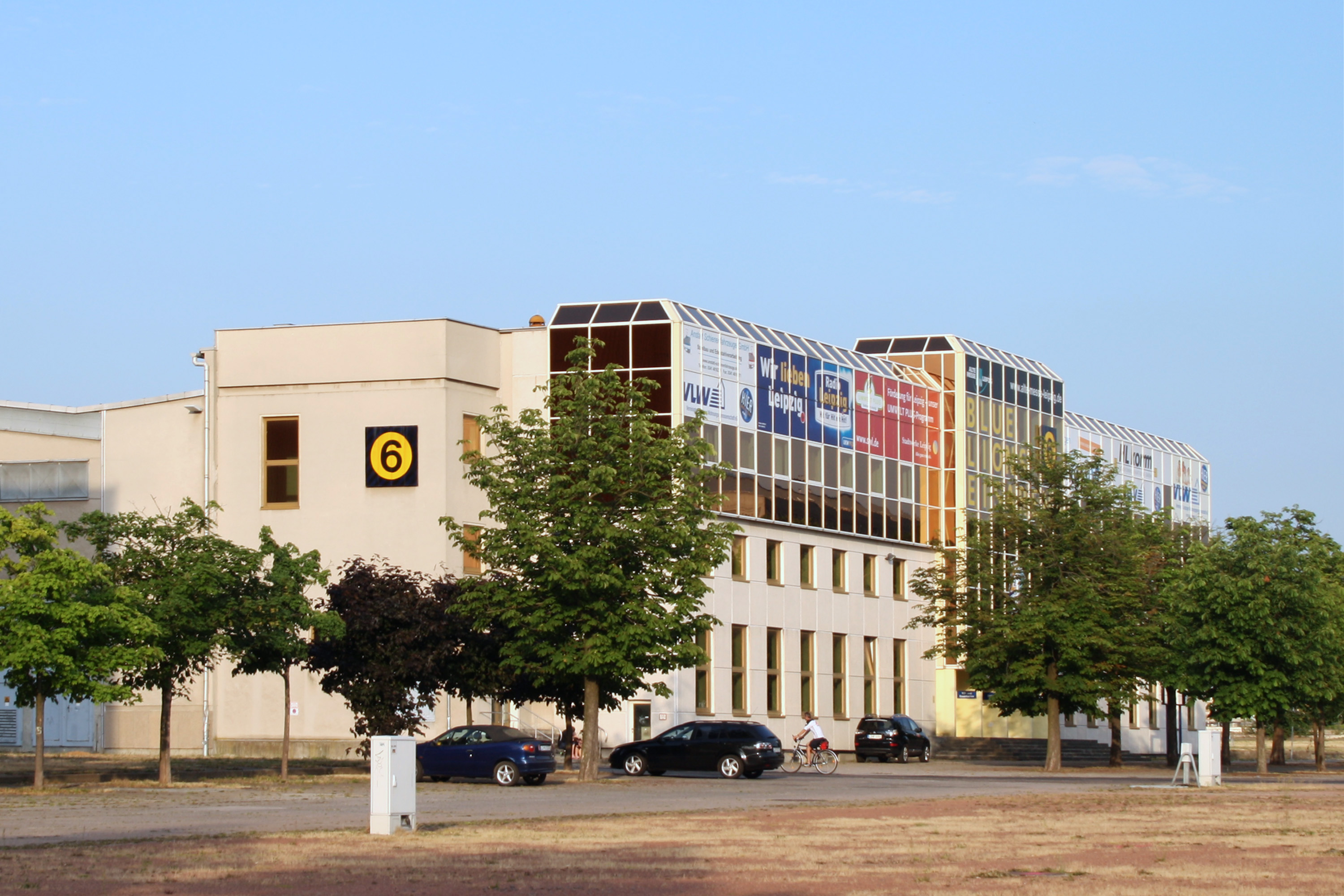
Ehem. Messehalle 6 war Eisstadion

Auf dem Gelände der Alten Messe sind in den letzten Jahren teilweise in Kombination mit gastronomischen Betrieben Anlagen für Fußball, Eishockey und Beachvolleyball entstanden.
Die Messehalle 7 mit 8700 m² wird als Fußballhalle genutzt und bietet zehn Spielfelder. Die inzwischen abgerissene Halle 6 war als Eisstadion eingerichtet. Sie war die Spielstätte der Icefighters Leipzig und hatte Platz für 2200 Zuschauer. Hier befindet sich auch ein Stadtstrand mit Beachvolleyballplätzen.

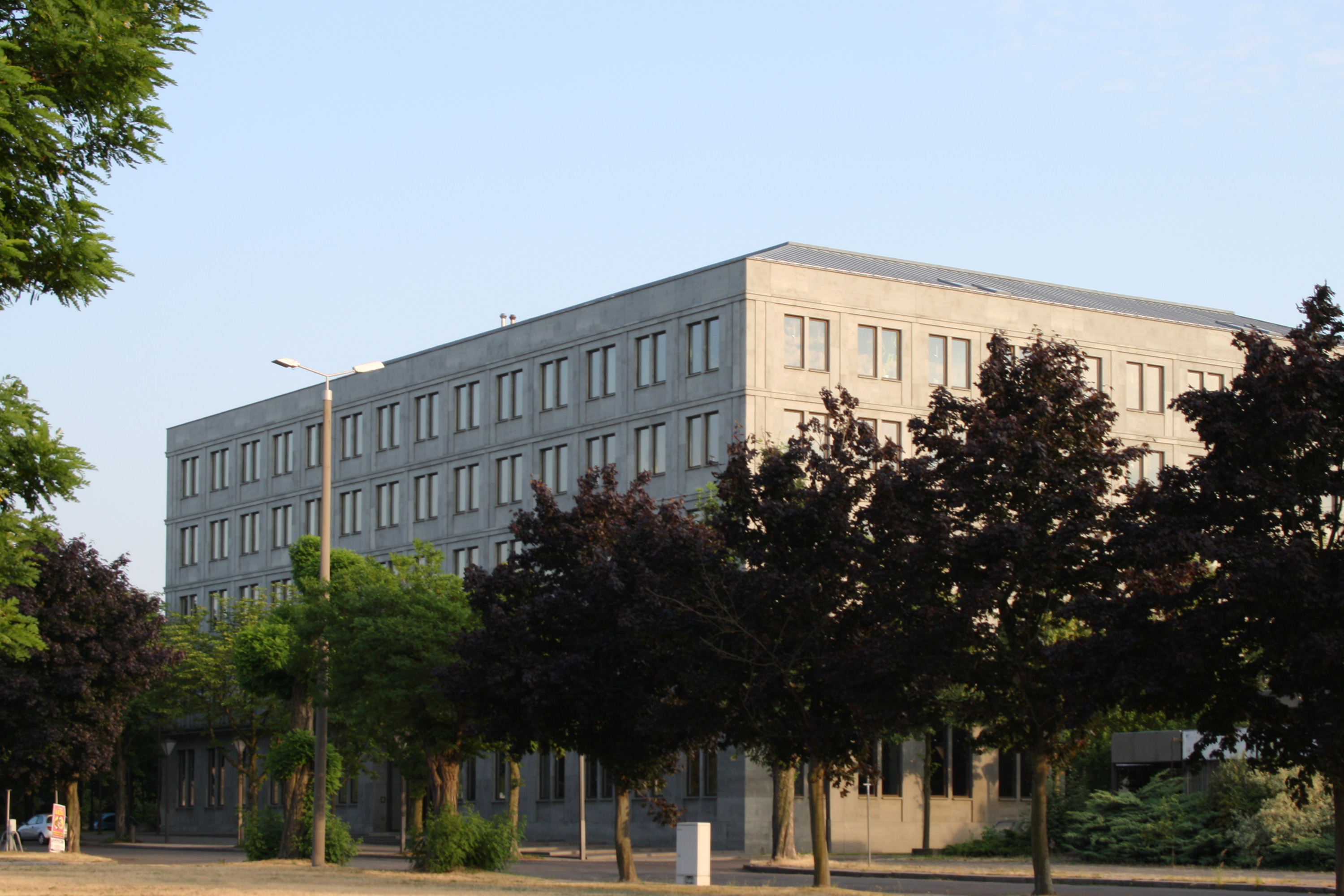
Gebäude der Bundesbank

In der ehemaligen Messehalle 16, welche die einzige aus dem Jahre 1913 noch existierende Halle ist und damals Betonhalle genannt wurde, wurde im Jahr 2006 die Diskothek Volkspalast eröffnet. In der Kuppelhalle mit 32 Metern Durchmesser finden bis zu 2000 Personen Platz.
In den Sommermonaten wird auf dem Südteil des Geländes der Alten Messe ein Autokino betrieben.

### Bank und Einzelhandel
Auf dem Gelände befindet sich in einem Neubau eine der neun Hauptverwaltungen der Deutschen Bundesbank.(Architekten: Hans Kollhoff und Helga Timmermann, Berlin) Das Gebäude wurde 1999 mit dem Architekturpreis der Stadt Leipzig ausgezeichnet.
Auf einer Fläche von 71.000 m², die mit den alten Messehallen 1–6 bebaut war, wurde 2013 ein Möbelhaus von Porta Möbel eröffnet.
Außerdem befindet sich seit Januar 2009 in der Halle 10.13 ein Soziales Möbelkaufhaus des Bürgervereins Probstheida e. V.; dort können Bedürftige, deren Einkommen unter der Pfändungsfreigrenze liegt, kostengünstig oder auf Bezugsschein Möbel und diverse Haushaltsgegenstände erwerben.

### Automobil
Auf dem und um das Messegelände ist in den letzten Jahren die sogenannte Automeile mit Autohäusern der Marken Audi, BMW, Chrysler, Dodge, Honda, Jeep, Mercedes-Benz und Volkswagen entstanden. Ergänzend hierzu entstand ein Triumph-Motorradzentrum und ein Autoteilehandel.

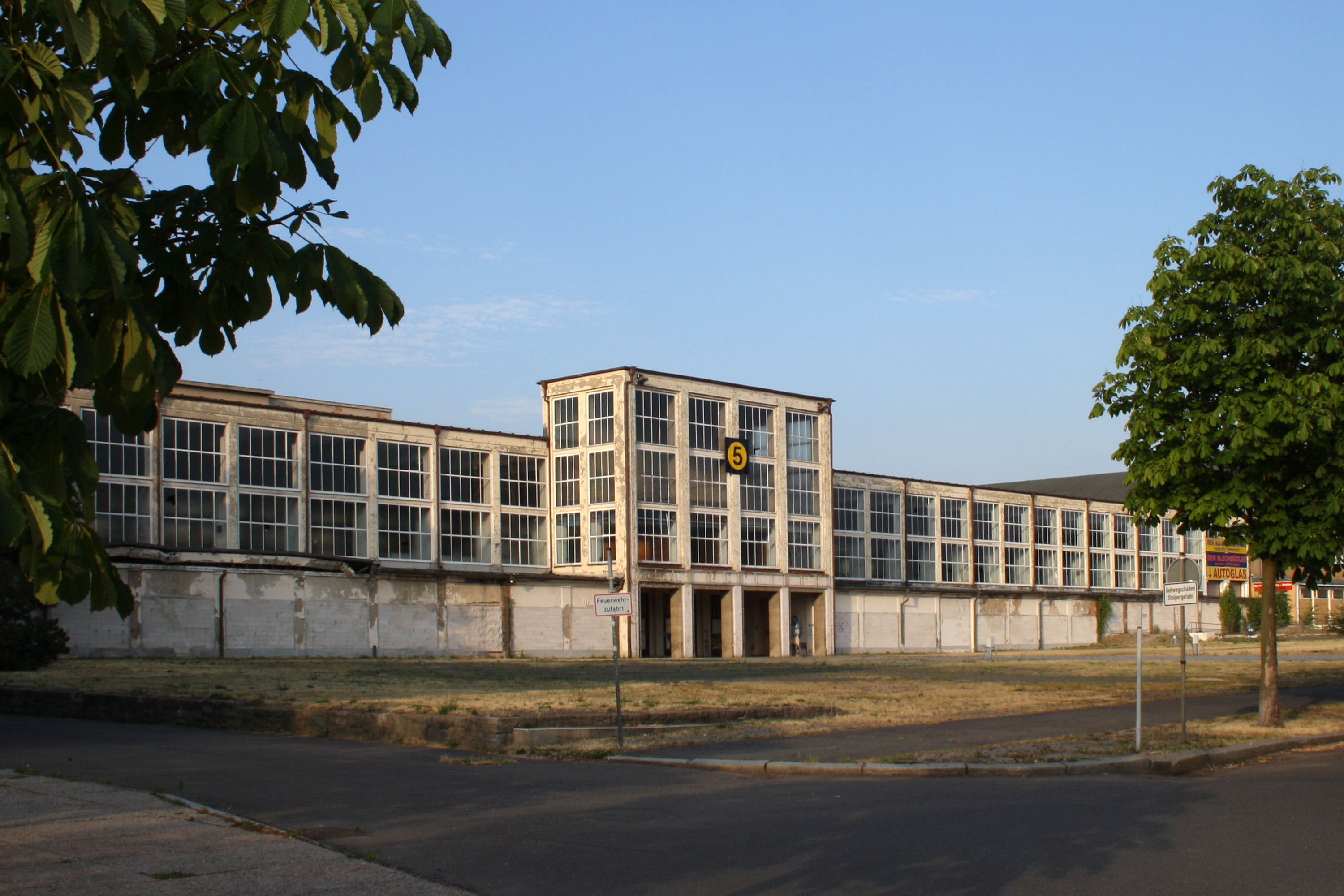
Die unsanierte Messehalle 5 (inzwischen abgerissen)

### Religion
Der Verein Pavillon der Hoffnung in Leipzig e. V. – Förderverein Ökumenisches Zentrum kaufte 2008 die Halle 14 auf dem Alten Messegelände, die 1985 vom VEB Carl Zeiss Jena erbaut worden war, und nannte sie Pavillon der Hoffnung (nicht zu verwechseln mit dem Pavillon der Hoffnung der Expo 2000). Dort finden christlich-religiöse und soziale Veranstaltungen der verschiedensten Art statt.
Da das Platzangebot im Gemeindesaal der Andreasgemeinde in der Scharnhorststraße wegen der wachsenden Besucherzahl nicht mehr ausreichte, verlegte man die Gottesdienste der Gemeinde in den Pavillon der Hoffnung.

## Verkehrsanbindung

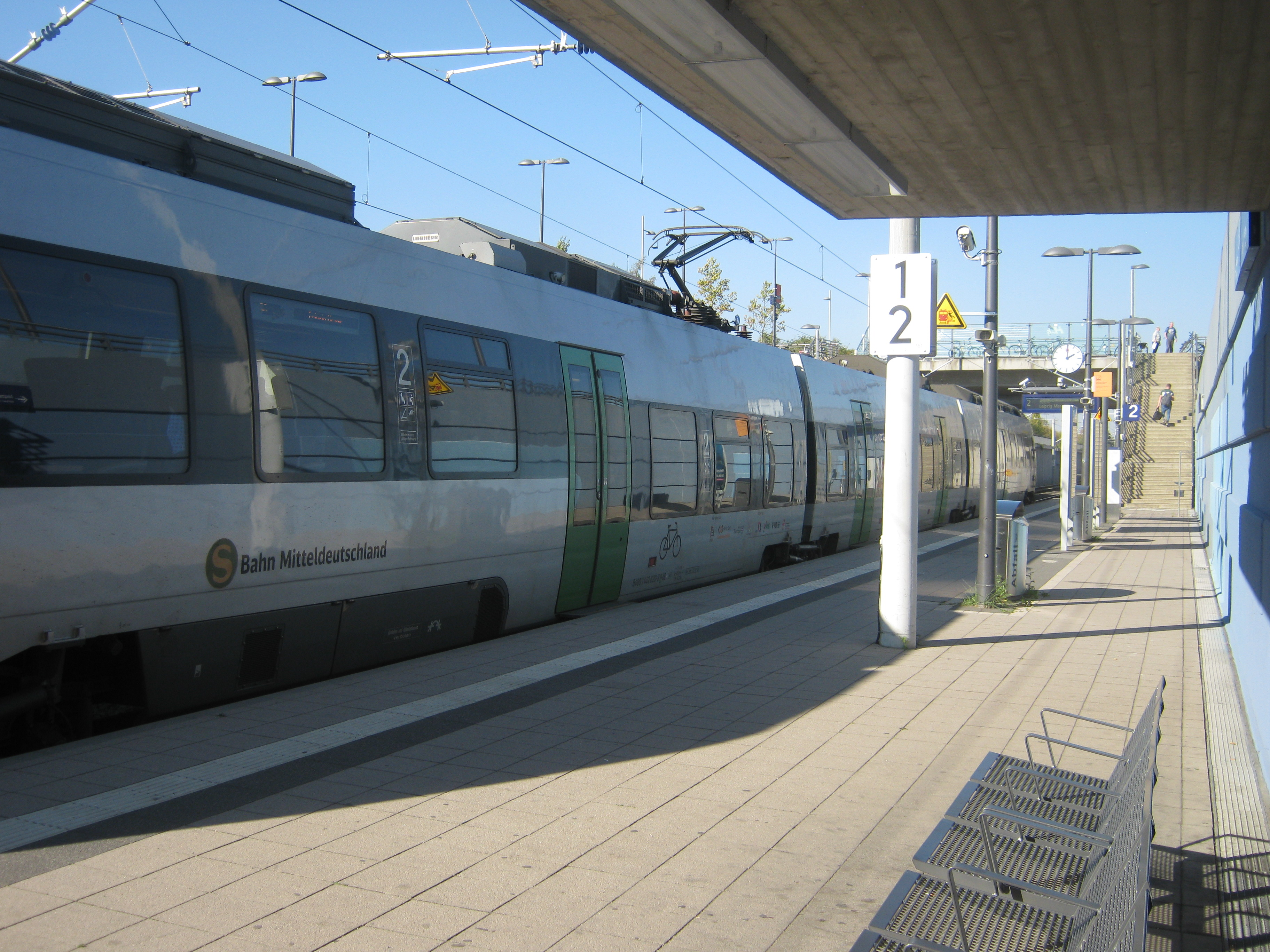
S-Bahn-Haltepunkt Leipzig MDR

Die Alte Messe ist über leistungsfähige Straßen und mit S-Bahn, Straßenbahn und Bus sowie zu Fuß und mit dem Rad sehr gut erreichbar. 
Folgende S-Bahn-Haltepunkte befinden sich in der Nähe:
- S-Bahn-Haltepunkt Leipzig MDR im Westen S 1 S 2 S 3 S 4 S 5 S 5X S 6
- S-Bahn-Haltepunkt Leipzig Völkerschlachtdenkmal im Südosten S 1 S 2 S 3

Im Straßenbahn- und Busverkehr ist die Alte Messe über folgende Haltestellen und Linien erreichbar:
- Altes Messegelände 2 15 70 74 76 690 N8
- An den Tierkliniken 16
- Deutsche Nationalbibliothek 2 16 74
- Richard-Lehmann-/Zwickauer Straße 16 70